# 梳綿
梳綿（）とは、繊維関連の用語で、採取した繊維を櫛で均して、繊維方向が揃った綿状の塊にする作業である。カーディング、カード処理 (Carding) ともいう。

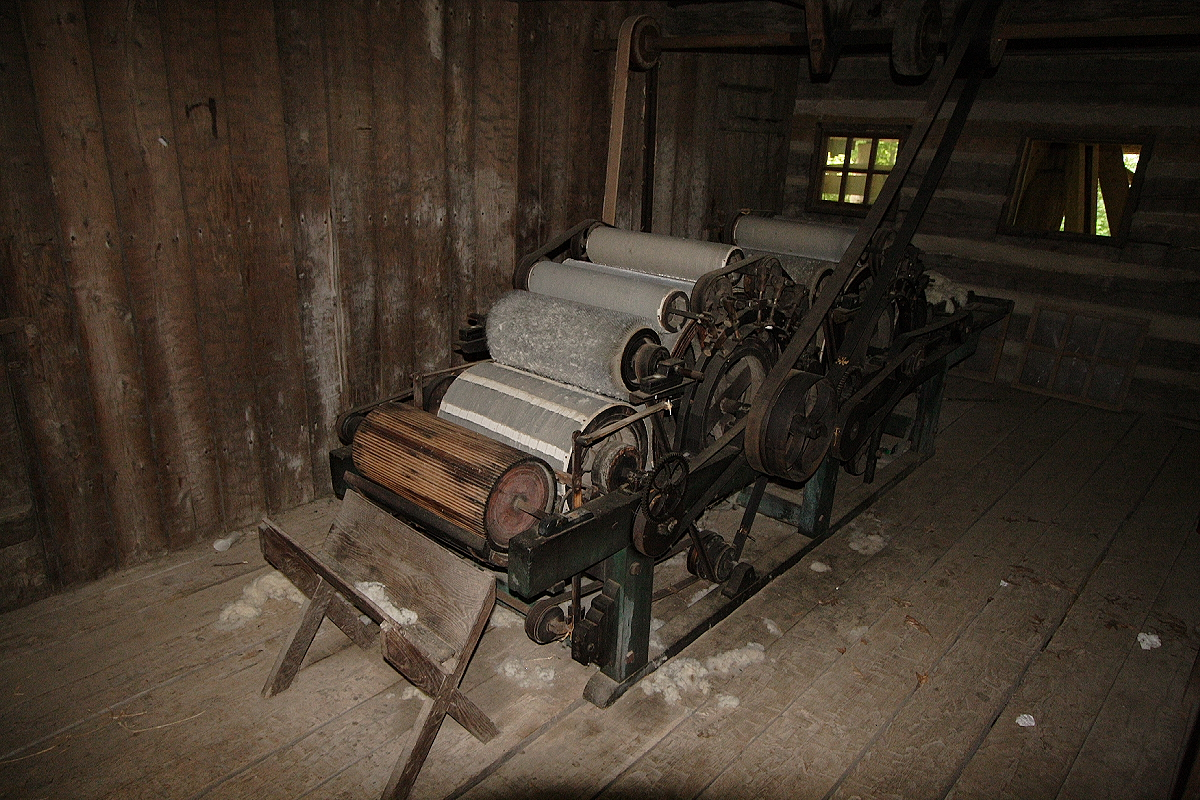
19世紀の自動ダブルカード機

繊維は採取した状態のままか、あるいは水洗してから梳綿される。さまざまな繊維が梳綿でき、一般的には綿、羊毛、靭皮などに使用されることが多い。その他、犬毛、リャマの毛、ソイシルク（soy silk、大豆から作られた繊維）などにも使える。亜麻などカード処理できない繊維もある。
梳綿は、異種あるいは異色の繊維を混合するのにも使える。梳綿の目的は繊維を薄く均一にならすことである。そのため、棘がついたロールで少しずつこすりとるという方法が取られることが多い。方法には手作業と機械とがある。

## ハンドカーディング

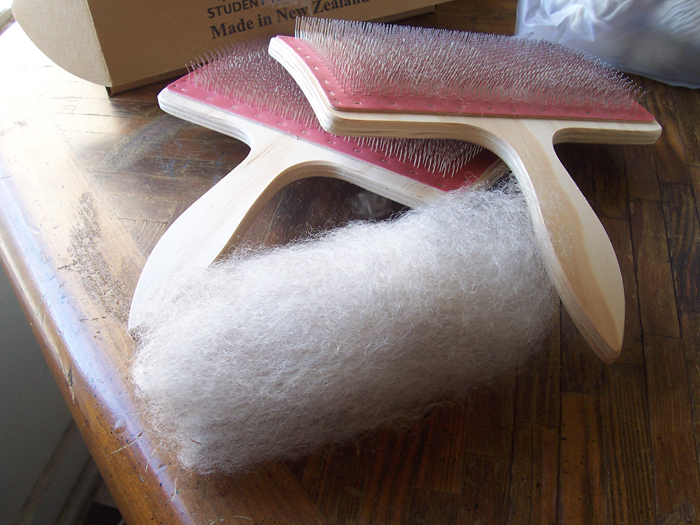
ハンドカードで作られた綿塊（ローラグ）

ハンドカード器はドッグブラシに似ている。ウールを1, 2回ハンドカード器で擦れば繊維方向が揃う。ウールを汚さないため、梳綿をする際には作業台にきれいな布をかけて座って作業することが多い。梳綿職人はひざの上に作業台を載せ、利き手にハンドカード器を持ち、逆の手で作業台を押さえる。作業台の上に繊維を少しずつ乗せ、繊維方向が揃っていく様子を観察しながらブラシ掛けしていく。作業台に繊維を乗せすぎると、ブラシで擦るのに苦労することになる。できたものをローラグ (rolag) と呼ぶ。この方法では少量の製品しか作れない。
ハンドカード器のサイズは2×2インチ（5×5センチメートル）から4×8インチ（10×20センチメートル）ぐらいのものが多い。小さいものは軽打梳綿機 (flick carder) と呼ばれており、毛の塊を端から均すか、紡績機に少しずつ送り出すのに使われる。ハンドカード器の櫛歯の密度や形にも種類がある。きれいに梳綿されたローラグを作るためには、多くの歯が付いたカード器が使われる。繊維の種類（長さ、重さ、特性など）によって、カード器に付けられる歯の数と密度が決まる。ハンドカード器の表面は、目的によって平面の場合と曲面の場合と両方ある。

## マシンカーディング

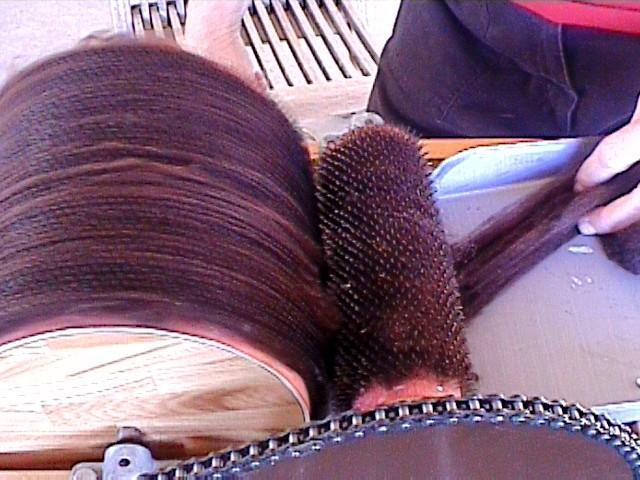
リャマの毛のカーディング

マシンカーディングには、ドラム式カード機と呼ばれている装置が使われる。大きさはさまざまで、小型机に乗るものから、部屋一杯を占めるサイズのものまである。羊毛工場で現在使われているカード機は、20年から50年前に使われていた機械とほとんど変わっていない。その時代から使われ続けているものもある。羊毛や、羊毛に似た毛（リャマ、アルパカ、ヤギなど）の場合、繊維はロールの上に供給される。小型のカード機には、2つのドラム、あるいはロールが付いている。供給された繊維を小さい方のドラムが掻き込み、もう一つのドラムに渡す。繊維がドラムからドラムに移るとき、繊維の方向が揃う。上の写真は小型ドラム式カード機である。

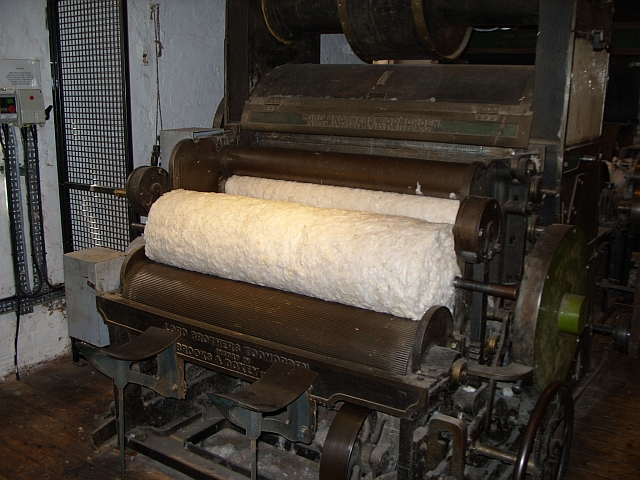
イギリス クォリー・バンク紡績所 に残るカード機

大型カード機の構造も、ほとんど変わらない。最も大きな違いは、ドラムの数が多く、より高品質の製品が得られることである。ドラムから離れた繊維は、バット（繊維方向が揃った綿の塊）あるいはシート状になり、重量ムラが無くなって均一になる。
小型ドラムのカード機を使う場合には、処理した繊維を全部ドラムに巻き取って、ドラムの円周の長さとなったバットを製品とすることも多い。大型ドラムのカード機を使う場合には、得られたバットを捻って非常に太い糸（ロービング roving）にして、それを引き伸ばして適度な太さ（普通は手首ぐらい）にする。
ローラグとロービング（または参照) は違うものである。ローラグは小さな繊維の塊なので、それを袋詰めしたものはロービングに似ているが、塊が不連続である。なお、日本では、本項の説明とは関係なく、太い糸をロービングと呼ぶことも多いので注意。
綿をカード機にかけると、繊維方向がムラ無く揃った平面状になる。

## 自動カード機の歴史

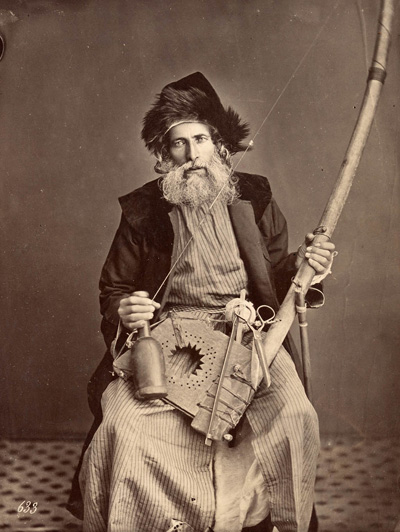
エルサレムの羊毛カード職人, 1880年.

1748年、イングランドバーミンガムのルイス・ポールが手動式カード機を発明した。短いワイヤーを植えた平面カード機を、シリンダーの周りに巻いたものだった。ダニエル・ボーンは同じ年に似た構造の装置の特許を取って、おそらくレミンスターで生産に使われたが、1754年に火災で焼失している。
リチャード・アークライトとサミュエル・クロンプトンは、さらに改良された装置を発明した。アークライトは1775年、水力紡績機に関する2つめの特許を出願し、その中でカード機についても説明されていたが、進歩性がないとの理由で拒絶査定されている。
1780年代以降、カード機はイングランドや中部ウェールズの水車に次々と組み込まれていった。ウェールズで最初に導入されたのは1789年、メイファド付近にあるドラブラン (Dolobran) 村であった。これらの紡績用カード機は、とりわけウェールズのフランネル工業に多用された。
1838年、クレックヒートンを中心とするスペンバレー周辺には、少なくとも11のカード工場があり、1893年には世界に名だたるカード工場地帯として知られるようになった。今でもこれらクレックヒートンカード技術の伝統は、ガーネット・コントロール（Garnett Control）、ブライドン・ワイア（Bridon Wire）、コールド・ドローン・プロダクツ（Cold Drawn Products）、ECCといった会社に受け継がれている。

## その他の情報
梳綿で作られた製品（ロービングあるいはローラグ）は、紡績にも使われる。
羊毛は、加工性や製品の性能を調節するため、「油」の量を調節したり、「油」無しで梳綿することもある。この「油」はラノリンと呼ばれ、もともと天然の羊毛に付着しているものである。羊毛を適度に洗ってラノリンの量を調整する。ドラムが大きなカード機は、ラノリンとの相性が良くないので、羊毛工場のほとんどは梳綿の前にウールを洗っている。
手作業で梳綿する場合には（あるいはあまり勧められないが小型カード機を使う場合にも）、ラノリンがついたまま処理されることもある。ウールにラノリンが付いていると、手触りが良くなることが多い。